# Hiéroglyphe égyptien G16
Les Nekhbet Ouadjet et corbeilles, en hiéroglyphes égyptiens, sont classifiées dans la section G « Oiseaux » de la liste de Gardiner ; cet hiéroglyphe y est noté G16. 

## Représentation
Il représente la combinaison des déesses Nekhbet sous la forme d’un vautour fauve (Gyps fulvus) (hiéroglyphe G14) et Ouadjet sous la forme d’un cobra dressé (Naja haje) (hiéroglyphe I12, I13), chacune sur une corbeille (hiéroglyphe V30). Il est translittéré Nbty.

## Utilisation
| G16 |

| G16 |

le duel) ».